# Torben Grael
Torben Schmidt Grael (* 22. Juli 1960 in São Paulo) ist ein brasilianischer Segler. Der Nachkomme dänischer Einwanderer gehört zu den erfolgreichsten Seglern der Gegenwart. Er segelt in verschiedenen Bootsklassen, vorzugsweise mit dem Soling und dem Starboot. Bisher gewann er insgesamt fünf olympische Medaillen und sechs Weltmeistertitel.

## Biografie
Mehrere Familienangehörige Graels segelten in internationalen Regatten. Seine Onkel Axel und Eric nahmen an den Olympischen Spielen 1968 und 1972 teil, sein vier Jahre jüngerer Bruder Lars gewann 1988 und 1996 zwei olympische Bronzemedaillen. Seine Kinder Marco und Martine segelten beiden bei den Olympischen Spielen 2016, bei denen Martine in der 49er-FX-Klasse Olympiasiegerin wurde. Torben Grael wuchs in der Stadt Niterói auf und erlernte das Segeln in der Guanabara-Bucht.
Seinen ersten internationalen Erfolg feierte er 1978, als er Junioren-Weltmeister in der Snipe-Klasse wurde. Es folgten fünf weitere Weltmeistertitel; 1983 und 1987 mit dem Snipe, 1990 mit dem Starboot, 1992 mit dem Eintonner und 1999 mit dem 12-Meter-Boot. Bei Olympischen Spielen gewann er fünf Medaillen, Olympiasieger wurde er 1996 und 2004 mit dem Starboot. Hinzu kommen ein Sieg bei den Panamerikanischen Spielen und den nordamerikanischen Meisterschaften in der Soling-Klasse sowie je fünf Siege bei den südamerikanischen und den europäischen Meisterschaften mit dem Starboot. Bei zahlreichen Erfolgen war Marcelo Ferreira sein Segelpartner.
Als Taktiker an Bord der Luna Rossa trug Grael im Jahr 2000 entscheidend zum italienischen Sieg beim Louis Vuitton Cup bei. Im anschließenden America’s Cup unterlag die Mannschaft jedoch deutlich dem von Peter Blake angeführten Team New Zealand. Als Skipper des Bootes Brasil 1 nahm er 2005/06 am Volvo Ocean Race teil und wurde Dritter. 2007 gab er bekannt, bei den Olympischen Sommerspielen 2008 nicht teilzunehmen und sich stattdessen mit dem Team Ericsson 4 auf das Volvo Ocean Race 2008/09 vorzubereiten. Graels Team gewann die Gesamtwertung dieses Rennens.

## Erfolge

### Olympische Spiele
- 1984: Silber Soling
- 1988: Bronze Starboot
- 1996: Olympiasieger Starboot
- 2000: Bronze Starboot
- 2004: Olympiasieger Starboot

### Weltmeisterschaften
| - 1978: Weltmeister Snipe (Junioren) - 1981: Bronzemedaille Snipe - 1983: Weltmeister Snipe - 1985: Silbermedaille Soling - 1987: Weltmeister Snipe - 1989: Silbermedaille Snipe - 1990: Weltmeister Starboot - 1991: Silbermedaille Starboot und Eintonner, Bronzemedaille Dreivierteltonner | - 1992: Weltmeister Eintonner und Silbermedaille 50'-Klasse - 1993: Bronzemedaille Eintonner - 1994: Bronzemedaille Starboot und Eintonner - 1995: Silbermedaille Starboot - 1996: Bronzemedaille Starboot - 1998: Silbermedaille Starboot - 1999: Weltmeister Zwölfmeter-Boot (12mR) - 2002: Silbermedaille Starboot |

### Sonstige Erfolge
- Sieger Volvo Ocean Race 2008/09 mit Ericsson 4[1]
- Sieger Louis Vuitton Cup 2000
- Dritter Volvo Ocean Race 2005/06
- Europameister Starboot: 1989, 1990, 1991, 2001, 2003
- Nordamerikameister Soling: 1981
- Südamerikameister Starboot: 1991, 1995, 1996, 2002, 2004
- Mittelmeermeister Soling: 1984
- 35 brasilianische Meistertitel